# سادوویه (استان لهستان کوچک‌تر)
سادوویه (به لهستانی:  Sadowie) یک روستا در لهستان است که در گمینا کوتسمژوو-لوبوژتسا واقع شده‌است.